# Vivien Cardone
Vivien Elisabeth Cardone (* 14. April 1993 in Port Jefferson, New York) ist eine US-amerikanische Schauspielerin.

## Biographie
Benannt nach Vivien Leigh, der Lieblingsschauspielerin ihrer Mutter, wuchs Cardone in Port Jefferson auf Long Island auf. Cardone, deren Vater Architekt für Altenheime ist, hat zudem zwei Schwestern und einen Bruder.
Sie begann ihre Karriere bereits im zarten Alter von drei Monaten, als sie in diversen lokalen Werbespots zu sehen war.
Ihren ersten Auftritt vor der Filmkamera hatte sie 2001 in dem vierfach Oscar-prämierten Drama A Beautiful Mind – Genie und Wahnsinn an der Seite von Russell Crowe. 2002 erhielt sie die Rolle der Delia Brown in der Fernsehserie Everwood, eine Rolle, mit der sie auch im deutschsprachigen Raum Bekanntheitsgrad erlangt hat. Für diese Rolle wurde sie von 2003 bis 2006 viermal für den Young Artist Award als Beste Nebendarstellerin in einer Fernsehserie nominiert, konnte aber keinen gewinnen. 2008 spielte sie in dem Film Belle – Der Weg zum Glück die Titelrolle der Belle. Nach einem Gastauftritt in Criminal Intent – Verbrechen im Visier spielte sie 2011 in sieben Folgen der Seifenoper Liebe, Lüge, Leidenschaft mit.
Während der Dreharbeiten von Everwood lebte Cardone in Utah. Hier wurden sowohl sie als auch ihre Geschwister von ihrer Mutter zu Hause unterrichtet. Sie tanzt, singt und betreibt außerdem Sport (Rollerskating, Schwimmen, Radfahren).

## Filmografie
- 2001: A Beautiful Mind – Genie und Wahnsinn (A Beautiful Mind)
- 2002–2006: Everwood (Fernsehserie, 89 Episoden)
- 2008: Belle – Der Weg zum Glück (All Roads Lead Home)
- 2010: Criminal Intent – Verbrechen im Visier (Law & Order: Criminal Intent, Fernsehserie, Episode 9x04)
- 2011: Liebe, Lüge, Leidenschaft (One Life to Live, Seifenoper, 7 Episoden)
- 2016: Law & Order: Special Victims Unit (Fernsehserie, Episode 17x16)
- 2020–2021: Theater, Interrupted (Fernsehserie, 7 Episoden)

## Nominierungen
In den Jahren 2003 bis 2006 wurde Cardone viermal in Folge für den Young Artist Award als Beste Nebendarstellerin in einer Fernsehserie nominiert.